# Przełęcz pod Trzeboniem
Przełęcz pod Trzeboniem – przełęcz w Górach Złotych na wysokości 698 m n.p.m. Znajduje się u podnóży Jawornika Wielkiego i Trzebonia. Znajduje się  niedaleko granicy polsko-czeskiej.

## Szlaki Turystyczne
- – Główny Szlak Sudecki im. Mieczysława Orłowicza
- – z Mąkolna na Przełęcz pod Trzeboniem

## Ciekawostka
Przełęcz nieoficjalnie posiada nazwę „Pięć Dróg“. Nazwa wzięła się od skrzyżowania złożonego z pięciu dróg, które prowadzą do Lądka-Zdroju, Kaplicy św. Anny, Trzebonia i Jawornika Wielkiego.